# Élections législatives de 1876 dans la Haute-Marne
Les élections législatives de 1876 ont eu lieu les 20 février et 5 mars.

## Résultats à l'échelle du département
| Partis         | Partis          | Premier tour | Premier tour | Sièges |
| Partis         | Partis          | Voix         | %            | Sièges |
| -------------- | --------------- | ------------ | ------------ | ------ |
|                | Centre gauche   | 36 774       | 63,79        | 3      |
|                | Constitutionnel | 20 878       | 36,22        | 0      |
|                |                 |              |              |        |
| Inscrits       | Inscrits        | 74 183       | 100,00       | 3      |
| Votants        | Votants         | 60 227       | 81,19        |        |
| Abstentions    | Abstentions     | 13 956       | 18,81        |        |
| Blancs et nuls | Blancs et nuls  | 2 575        | 4,28         |        |
| Exprimés       | Exprimés        | 57 652       | 95,72        |        |

## Résultats par arrondissement

### Arrondissement de Chaumont
| Candidat       | Candidat          | Parti          | Premier tour | Premier tour |
| Candidat       | Candidat          | Parti          | Voix         | %            |
| -------------- | ----------------- | -------------- | ------------ | ------------ |
|                | Alexandre Maitret | Centre gauche  | 10 347       | 51,48        |
|                | Henri de Beurges  | Monarchiste    | 9 753        | 48,52        |
|                |                   |                |              |              |
| Inscrits       | Inscrits          | Inscrits       | 24 685       | 100,00       |
| Votants        | Votants           | Votants        | 20 473       | 82,94        |
| Abstention     | Abstention        | Abstention     | 4 212        | 17,06        |
| Blancs et nuls | Blancs et nuls    | Blancs et nuls | 373          | 1,82         |
| Exprimés       | Exprimés          | Exprimés       | 20 100       | 98,18        |

### Arrondissement de Langres
| Candidat       | Candidat                                 | Parti           | Premier tour | Premier tour |
| Candidat       | Candidat                                 | Parti           | Voix         | %            |
| -------------- | ---------------------------------------- | --------------- | ------------ | ------------ |
|                | Pierre Bizot de Fonteny                  | Centre gauche   | 12 123       | 52,15        |
|                | Albert Moreau du Breuil de Saint-Germain | Constitutionnel | 11 125       | 47,85        |
|                |                                          |                 |              |              |
| Inscrits       | Inscrits                                 | Inscrits        | 28 262       | 100,00       |
| Votants        | Votants                                  | Votants         | 23 525       | 83,24        |
| Abstention     | Abstention                               | Abstention      | 4 737        | 16,76        |
| Blancs et nuls | Blancs et nuls                           | Blancs et nuls  | 277          | 1,18         |
| Exprimés       | Exprimés                                 | Exprimés        | 23 248       | 98,82        |

### Arrondissement de Vassy
| Candidat       | Candidat               | Parti          | Premier tour | Premier tour |
| Candidat       | Candidat               | Parti          | Voix         | %            |
| -------------- | ---------------------- | -------------- | ------------ | ------------ |
|                | Jean Danelle-Bernardin | Centre gauche  | 14 304       | 100,00       |
|                |                        |                |              |              |
| Inscrits       | Inscrits               | Inscrits       | 21 236       | 100,00       |
| Votants        | Votants                | Votants        | 16 229       | 76,42        |
| Abstention     | Abstention             | Abstention     | 5 007        | 23,58        |
| Blancs et nuls | Blancs et nuls         | Blancs et nuls | 1 925        | 11,86        |
| Exprimés       | Exprimés               | Exprimés       | 14 304       | 88,14        |

## Sources
1. 1 2 3 4 5 6  « Le Temps », sur Gallica, 22 février 1876 (consulté le 16 avril 2021)
2. ↑  « Alexandre Maitret - Base de données des députés français depuis 1789 - Assemblée nationale », sur www2.assemblee-nationale.fr (consulté le 15 mai 2021)
3. ↑  « Pierre Bizot de Fonteny - Base de données des députés français depuis 1789 - Assemblée nationale », sur www2.assemblee-nationale.fr (consulté le 15 mai 2021)
4. ↑  « Jean-Baptiste, Fernand Danelle-Bernardin - Base de données des députés français depuis 1789 - Assemblée nationale », sur www2.assemblee-nationale.fr (consulté le 15 mai 2021)